# NGC 2298
NGC 1978 är en klotformig stjärnhop i stjärnbilden Akterskeppet. Den upptäcktes den 8 maj 1826 av James Dunlop.